# Michel Watteau

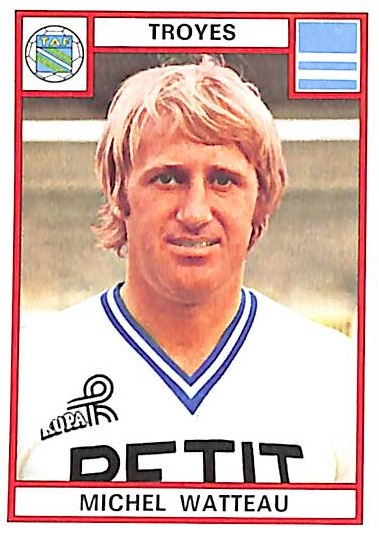
Saison 1975 1976 Troyes

Pour les articles homonymes, voir Watteau (homonymie).
Michel Watteau est un footballeur français né le 11 octobre 1945 à Wattrelos (Nord) et mort le 29 septembre 2003 à Bondues (Nord) d'une crise cardiaque. Watteau mesurait 1,81 m pour 77 kg. Il était meneur de jeu. 

## Carrière de joueur
- US Wattrelos
- 1960-1963 : CO Roubaix-Tourcoing
- 1963-1965 : RC Paris
- 1965-1966 : Stade rennais
- 1966-1967 : RC Paris-Sedan
- 1967-1968 : Lille OSC
- 1969-1972 : FC Sochaux-Montbéliard
- 1972-1973 : US Valenciennes-Anzin
- 1973-1976 : Troyes AF
- 1976-1977 : AC Saint-Nazaire
- ? : US Bondues
- 1989-1990 : Olympique Flines-lez-Raches

## Palmarès
- International junior en 1961, espoir en 1962, militaire et B
- International A en 1966 (1 sélection : Luxembourg-France, 0-3)